# Kastell Sutoru
Kastell Sutoru (antiker Name Optatiana) war ein römisches Hilfstruppenlager auf dem Gebiet von Sutoru, einem Dorf der Gemeinde Zimbor, Kreis Sălaj, in der rumänischen Region Siebenbürgen.

## Lage
Im heutigen Siedlungsbild liegt das Bodendenkmal nur wenige hundert Meter westlich des Dorfes Sutoru in der Flur „Gura Căpusului“, wo es von der Verbindungsstraße zwischen den Gemeinden Zimbor und Cuzăplac durchschnitten wird. Topographisch befindet es sich auf einer Niederterrasse zwischen den Tälern der Bächen Căpus und Almas. An der Geländeoberfläche des landwirtschaftlich genutzten Gebietes sind keine Spuren mehr erhalten. In antiker Zeit hatte die Besatzung des in der Provinz Dacia Porolissensis gelegenen Kastells vermutlich die Aufgabe, den Kreuzungsbereich mehrerer römischer Straßen zu überwachen.

## Forschungsgeschichte und vorläufige archäologische Befunde
Der auf der Tabula Peutingeriana verzeichnete römische Siedlungsplatz Optatiana war bereits im 19. Jahrhundert in der Gegend um Sutoru vermutet worden. Es dauerte jedoch bis zum Beginn des 21. Jahrhunderts, bevor im Jahr 2002 endlich eine gesicherte Lokalisierung erfolgte. Seither bemüht sich die rumänische Archäologie in verschiedenen Projekten mittels geophysikalischer und konventionell archäologischer Methoden, weitere Erkenntnisse über das Kastell zu gewinnen. Sicher scheint, dass das Lager einen rechteckigen Grundriss mit den Achsmaßen von 165 m mal 220 m besitzt, was einer bebauten Fläche von 3,63 Hektar entspricht. Ausweislich zahlreicher Ziegelstempel scheint der Numerus Maurorum Optatianensium (Einheit der Mauren bei Optatiana) die Stammbesatzung gebildet zu haben.

## Fundverbleib und Denkmalschutz
Die Aufbewahrung der Funde erfolgt im Muzeul Național de Istorie a Transilvaniei (Nationalmuseum der Geschichte Transsilvaniens), in Cluj-Napoca.
Die gesamte archäologische Stätte und im Speziellen das Kastell stehen nach dem 2001 verabschiedeten Gesetz Nr. 422/2001 als historische Denkmäler unter Schutz und sind mit dem LMI-Code SJ-I-s-A-04964 in der nationalen Liste der historischen Monumente (Lista Monumentelor Istorice) eingetragen. Zuständig ist das Ministerium für Kultur und nationales Erbe (Ministerul Culturii și Patrimoniului Național), insbesondere das Generaldirektorat für nationales Kulturerbe, die Abteilung für bildende Kunst sowie die Nationale Kommission für historische Denkmäler sowie weitere, dem Ministerium untergeordnete Institutionen. Ungenehmigte Ausgrabungen sowie die Ausfuhr von antiken Gegenständen sind in Rumänien verboten.